# Peter Hilton

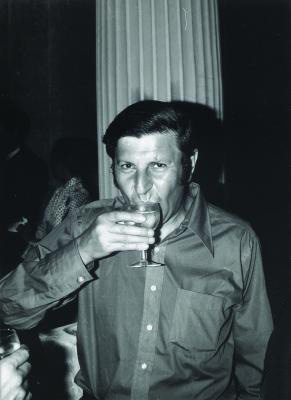
Peter Hilton (1970)

Peter John Hilton (* 7. April 1923 in London; † 6. November 2010 in Binghamton (New York)) war ein britischer Mathematiker, der sich vor allem mit Homotopietheorie beschäftigte.

## Jugend und Zeit im Bletchley Park
Hilton besuchte die St.Paul’s-Schule in London und gewann ein Stipendium, mit dem er 1940 das Queen’s College der Universität Oxford besuchte. In autodidaktischer Arbeit brachte er sich die deutsche Sprache bei.
Während des Zweiten Weltkrieges wurde er ab 1941 wegen seiner mathematischen und sprachlichen Kenntnisse an einem geheimen Projekt des Außenministeriums, dem Bletchley Park, eingesetzt. Zunächst arbeitete er in der Testery an der Entschlüsselung deutscher Codes. Unter seinen Kollegen befanden sich dort Alan Turing, Hugh Alexander, Peter Benenson und Donald Michie.
Zunächst arbeitete Hilton mit Turing an Kodierungen der deutschen Meeresflotte durch die Enigma, insbesondere an Offizier-Nachrichten. Ende 1942 wurde er in ein Team aus etwa 30 Mathematikern eingesetzt, das unter dem Namen „Testery“ an der Dekodierung eines seit 1940 eingesetzten Codes unter dem Spitznamen Tunny (englisch Thunfisch) für Nachrichten zwischen Adolf Hitler und deutschen Generälen arbeitete. Nach dem Krieg stellte sich heraus, dass es sich dabei um eine Lorenz SZ40 gehandelt hatte. Hilton stieg dort zum Leiter des Projektes Tunny auf. Die Erfolge der Kryptoanalyse führten zum Bau eines Emulators namens Heath Robinson und eines Nachfolgemodells namens Colossus. Zehn Colossus-Geräte wurden schließlich eingesetzt.

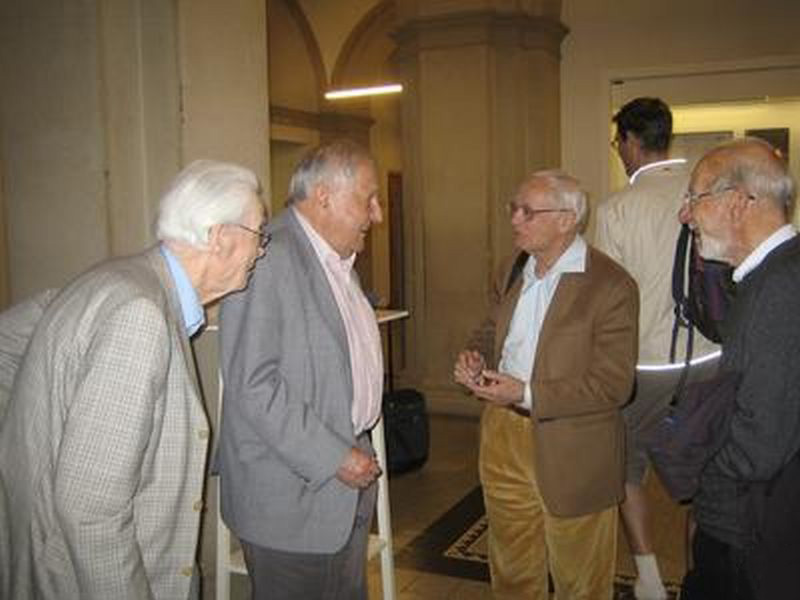
Hilton (2. von links) mit Eckmann, Serre, André Haefliger, Zürich 2007

Ab den 1980er Jahren hielt Hilton über seine Arbeit im Bletchley Park häufig weltweit Vorträge.

## Nach dem Zweiten Weltkrieg
1949 wurde er in Oxford bei J. H. C. Whitehead promoviert (Calculation of the Homotopy Groups of {\displaystyle A_{n}^{2}}-polyhedra). Danach war er an der University of Cambridge und der University of Manchester. 1958 wurde er Professor an der University of Birmingham und 1962 an der Cornell University, wo er bis 1971 blieb. Danach war er Professor an der University of Washington, am Batelle Institute, an der Case Western Reserve University (als Louis D. Beaumont Professor) und ab 1982 an der Binghamton University, wo er 1995 emeritierte. Er lehrte in den Frühjahrssemestern an der University of Central Florida.
Hilton lieferte wichtige Beiträge zur algebraischen Topologie und Homologischen Algebra und beschäftigte sich intensiv mit Mathematikpädagogik. 1970 war er Invited Speaker auf dem Internationalen Mathematikerkongress in Nizza (Extensions of functors on groups and coefficients in a cohomology theory).
Er war ab 1949 mit der Schauspielerin Margaret Mostyn (dann Margaret Hilton) verheiratet, mit der er zwei Söhne hatte.

## Schriften
- An introduction to homotopy theory. Cambridge Tracts in Mathematics and Mathematical Physics, Bd. 43, Cambridge University Press, 1953, ISBN 0-521-05265-3.
- mit Shaun Wylie: Homology theory: An introduction to algebraic topology. Cambridge University Press, New York, 1960, 1967, ISBN 0-521-09422-4.
- Homotopy theory and duality. Gordon and Breach, New York-London-Paris, 1965, ISBN 0-677-00295-5.
- mit Guido Mislin, Joe Roitberg: Localization of nilpotent groups and spaces. North-Holland Publishing Co., Amsterdam-Oxford, 1975, ISBN 0-444-10776-2.
- Nilpotente Gruppen und nilpotente Räume. Springer-Verlag 1982 (Vorlesung an der ETH Zürich).
- General cohomology and {\displaystyle K}-theory. Cambridge University Press 1971 (Vorlesung in São Paulo 1968).
- mit Urs Stammbach: A course in homological algebra. 2. Auflage. Springer Verlag, Graduate Texts in Mathematics, 1997, ISBN 0-387-94823-6.
- mit Jean Pedersen, Derek Holton: Mathematical Reflections – in a room with many mirrors. Springer, 1998, ISBN 0-387-94770-1.
- mit Jean Pedersen, Derek Holton: Mathematical Vistas. Springer-Verlag 2002, ISBN 0-387-95064-8.
- mit Hubert Brian Griffiths: Klassische Mathematik in zeitgemäßer Darstellung. 3 Bände, Vandenhoeck & Ruprecht, Göttingen 1976–1978, (englisch: A Comprehensive Textbook of Classical Mathematics. Springer-Verlag 1970).
- mit Yel-Chiang Wu: A course in modern algebra. Wiley Interscience 1974, 1989, ISBN 0-471-50405-X.
- Living with Fish: Breaking Tunny in the Newmanry and the Testery. In: Jack Copeland (Hrsg.): Colossus: The Secrets of Bletchley Park's Codebreaking Computers. Oxford University Press, 2006, ISBN 0-19-284055-X, S. 183.
- Interview mit Hilton in Cryptologia, Bd. 30, 2006, Nr. 3, S. 236 (geführt von David Kahn, David Joyner).